# سیارک ۱۱۵۷۷
سیارک ۱۱۵۷۷ (به انگلیسی: 11577 Einasto، نامگذاری:1994CO17) یازده هزار و پانصد و هفتاد و هفتمین سیارک کشف شده‌است که در ۸ فوریه ۱۹۹۴ کشف شد.
قدر مطلق سیارک برابر ۲۱.۴ است.